# Vico Canavese
Vico Canavese (Vi Canavèis in piemontese) è stato un comune italiano di 830 abitanti situato in Valchiusella, a circa 25 chilometri da Ivrea, nella città metropolitana di Torino, in Piemonte.
 Dal 1º gennaio 2019 si è fuso con i comuni di Meugliano e Trausella per dare vita al nuovo comune di Valchiusa, del quale è capoluogo.

## Geografia fisica

### Territorio

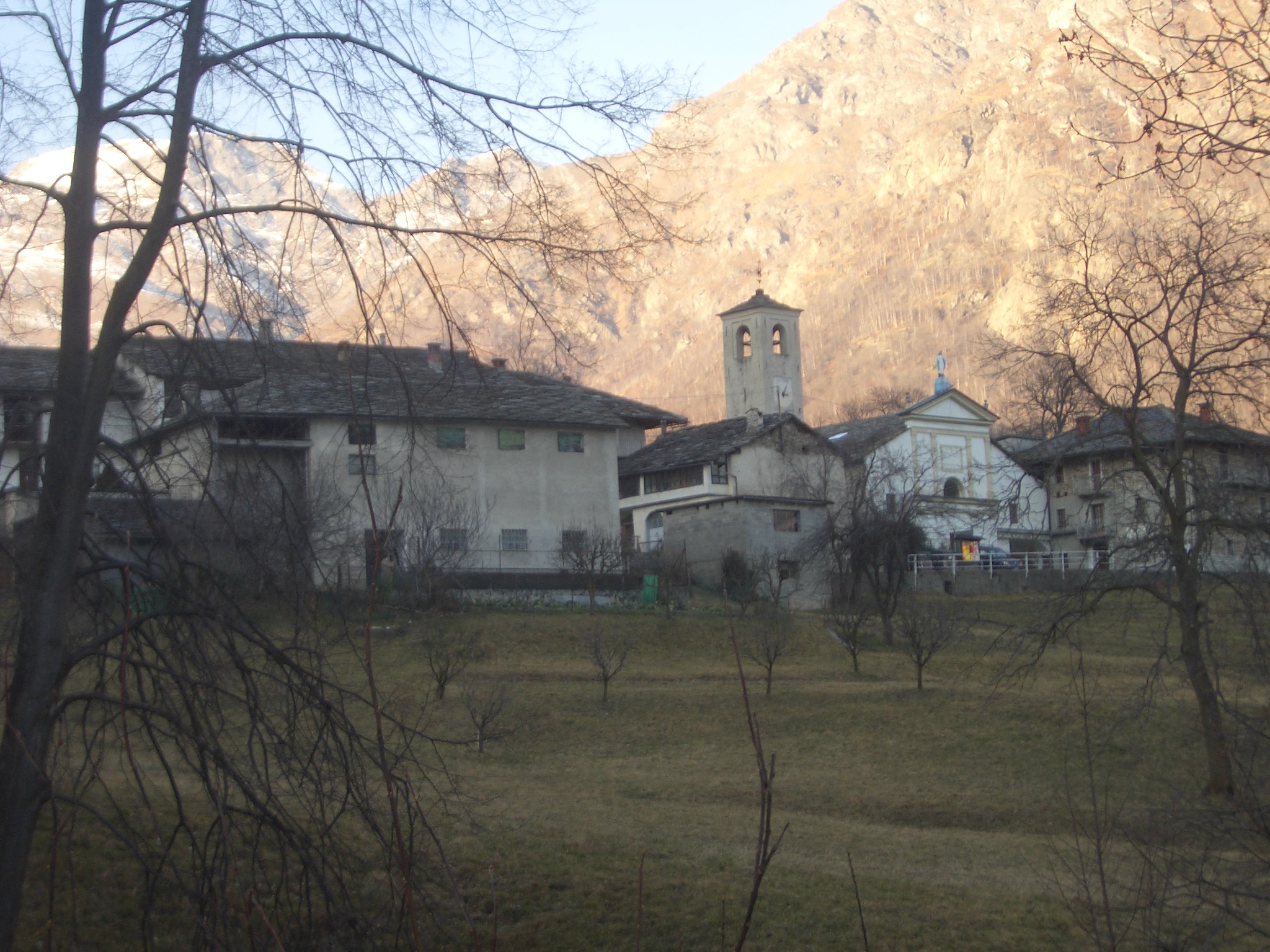
Veduta della frazione di Inverso

Il paese di Vico Canavese si stende lungo le prime pendici della Torretta delle Cime, circondato da ampie distese prative e, più in alto, da boschi ove prevale il castagno o la betulla. 
Facevano parte del comune di Vico le frazioni di Novareglia e di Drusacco poco lontane dal paese lungo la strada provinciale che sale verso Traversella; ad esse si aggiunge, isolata, la frazione di Inverso, posta a circa quattro chilometri di distanza, sull'altra riva del Chiusella (raggiungibile attraversando il territorio del comune di Trausella). La particolare configurazione topografica del comune di Vico era connotata anche dalla presenza di quattro isole amministrative, due delle quali situate in territori della valle assai lontani dal paese e legati ad esso da antichi vincoli che disciplinavano l'uso dei pascoli. Si spiega in questo modo la presenza, tra i comuni limitrofi, di Champorcher e di Pontboset situati in Valle d'Aosta al di là del Monte Marzo (2756 m) e del Monte dei Corni (2781 m). Lo stesso discorso vale per i confini con Valprato Soana. Sul crinale che sovrasta il paese si trovano le cave di diorite, pietra usata per costruzioni ed ornamenti edilizi. Nel 1933 la diorite di Vico fu utilizzata anche per la costruzione di parte del colonnato di via Roma a Torino.

## Monumenti e luoghi d'interesse

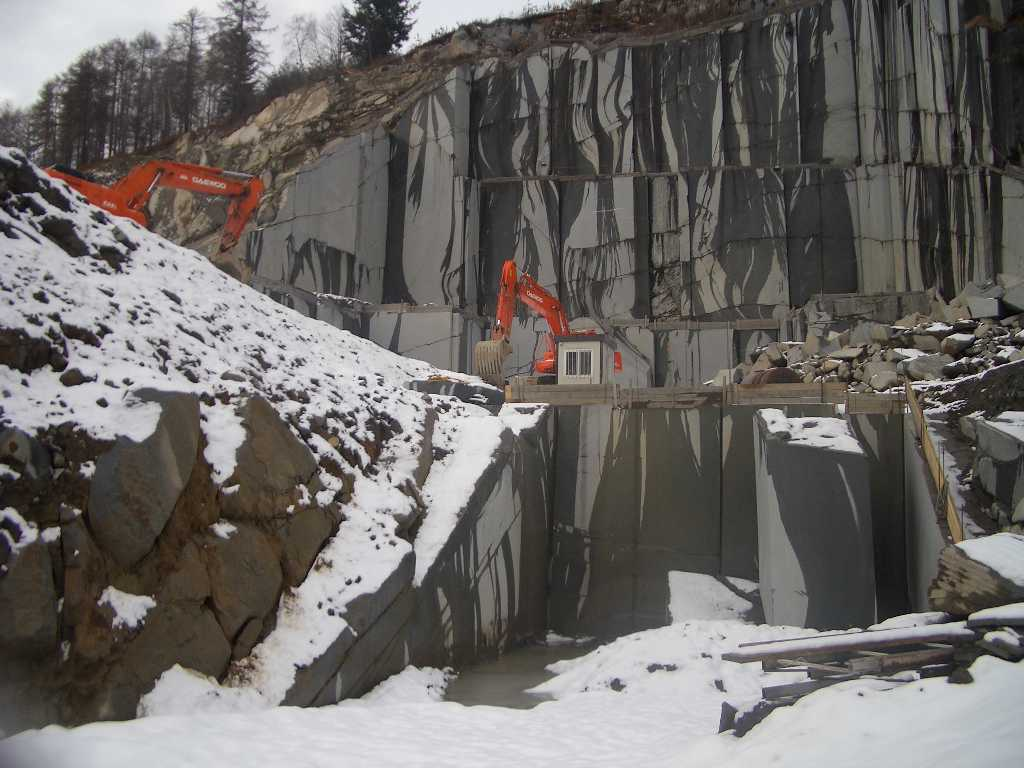
Veduta invernale delle cave di diorite

La storia di Vico Canavese coincide in ampia misura con quella della valle (vedasi Valchiusella). 

La chiesa parrocchiale, dedicata a san Giovanni Battista, patrono della chiesa, mentre il patrono del paese è san Defendente, fu eretta probabilmente nel XII secolo, rimaneggiata e ampliata nel Seicento e nei secoli successivi quando furono anche aggiunte le decorazioni della facciata e quelle delle tre navate interne. Notevole il campanile in pietra che si erge a fianco dell'abside, il cui stile è severamente romanico con tre ordini di ampie bifore il quale fu soprelevato nel 1673.
La cappella campestre di San Rocco in regione Crant risale al 1715. 

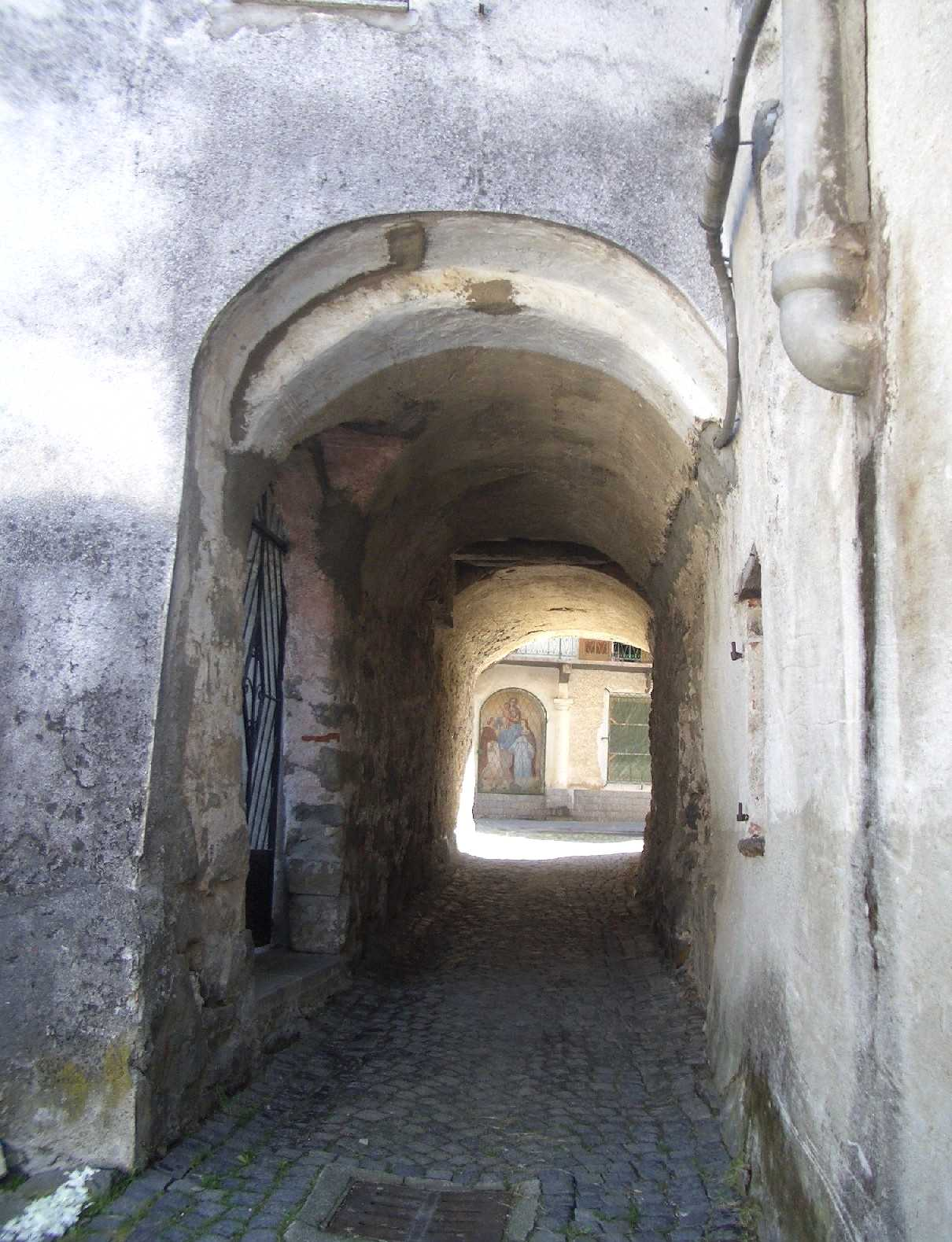
Sottopasso con volta a botte

Sul palazzo del municipio, una lapide, con i simboli della squadra, del compasso e della cazzuola, ricorda il contributo che i rappresentanti borghesi delle libere professioni (notai ed avvocati) diedero ai moti carbonari del 1821.
Caratteristiche sono le vecchie case — in larga misura ristrutturate senza tradire troppo i tratti tipici dell'architettura dell'alto Canavese — con lobie, (ballatoi in legno), finestre ad archi, scale esterne in pietra e tetti coperti con lose (lastre di pietra piatte e sottili).
Le viuzze lastricate che si inoltrano nel cuore del paese, attraversano frequentemente i tipici voton (brevi sottopassi con volta a botte, sormontati dalle abitazioni). Caratteristiche sono anche, lungo tali viuzze, le vecchie fontane di pietra.
Vico diede i natali a Padre Michele Fontana Rava (Vico Canavese 12 settembre 1758 - Torino 23 giugno 1833), sacerdote oratoriano confessore e padre spirituale di San Giuseppe Benedetto Cottolengo.

## Amministrazione
Di seguito è presentata una tabella relativa alle amministrazioni che si sono succedute in questo comune.
| Periodo        | Periodo          | Primo cittadino            | Partito                                                          | Carica  | Note  |
| -------------- | ---------------- | -------------------------- | ---------------------------------------------------------------- | ------- | ----- |
| 25 giugno 1985 | 7 giugno 1990    | Silvio Franza              | -                                                                | Sindaco | [ 4 ] |
| 7 giugno 1990  | 24 aprile 1995   | Francesco Cavalla          | Partito della Rifondazione Comunista, Partito Comunista Italiano | Sindaco | [ 4 ] |
| 24 aprile 1995 | 14 giugno 1999   | Francesco Cavalla          | -                                                                | Sindaco | [ 4 ] |
| 14 giugno 1999 | 14 giugno 2004   | Giacinto Cappelletto       | centro                                                           | Sindaco | [ 4 ] |
| 14 giugno 2004 | 8 giugno 2009    | Giacinto Paolo Cappelletto | lista civica                                                     | Sindaco | [ 4 ] |
| 8 giugno 2009  | 26 maggio 2014   | Antonio Nicolino           | lista civica                                                     | Sindaco | [ 4 ] |
| 26 maggio 2014 | 31 dicembre 2018 | Antonio Nicolino           | lista civica: stretta di mano                                    | Sindaco | [ 4 ] |

### Altre informazioni amministrative
Il comune ha fatto parte prima della Comunità Montana Val Chiusella e poi della Comunità montana Val Chiusella, Valle Sacra e Dora Baltea Canavesana.

## Società

### Evoluzione demografica
Abitanti censiti